# M’apotlaki Ts’elho
M’apotlaki Ts’elho (* 3. Juli 1981) ist eine ehemalige lesothische Sprinterin.
Sie trat bei den Olympischen Sommerspielen 1996 in Atlanta an. Mit Sebongile Sello, Lineo Shoai und Nteboheleng Koaeana nahm sie an der 4 × 100-m-Staffel teil, das Team wurde jedoch disqualifiziert.